# Кураш Іван Іванович
Іва́н Іва́нович Ку́раш (26 червня 1985 — 15 травня 2018) — старший солдат Збройних сил України, учасник російсько-української війни. Почесний громадянин Тернопільської області (2024, посмертно).

## Життєпис
Народився 1985 року в селі Литвинів (Підгаєцький район, Тернопільська область); з 7-го класу зростав без матері — померла у віці 32 роки. Закінчив 9 класів Литвинівської школи, по тому — ПТУ № 24 у Підгайцях за фахом муляра-штукатура. Його єдиний брат загинув, рятуючи двох потопаючих дітей в ставку у Калуші — дітей врятував, проте сам вибратися вже не зміг. 2004 року призваний на строкову службу, проходив в артилерійському полку у селі Дівички. Їздив на заробітки з будівельною бригадою, дуже полюбляв рибалити. 2016 року помер його батько.
Протягом 2015—2016 років служив за мобілізацією у Львівському прикордонному загоні. 27 грудня 2017 року вступив на військову службу за контрактом; старший солдат, старший стрілець 14-ї бригади. В лютому 2018-го втретє вирушив на фронт.
15 травня 2018 року зазнав смертельного вогнепального поранення уночі внаслідок обстрілу терористами спостережного посту біля села Катеринівка (Попаснянський район) — куля снайпера влучила в ліву легеню. Помер у шпиталі міста Гірське Попаснянського району.
19 травня 2018 року похований в селі Литвинів; 17-19 травня у Підгаєцькому районі оголошено Днями жалоби.
Був розлучений, лишилась донька 2006 р.н., яка проживає з матір'ю та вітчимом.

## Нагороди та вшанування
- указом Президента України № 149/2018 від 18 квітня 2019 року «за особисту мужність і самовіддані дії, виявлені у захисті державного суверенітету та територіальної цілісності України, зразкового виконання військового обов'язку» — нагороджений орденом «За мужність» III ступеня (посмертно)[1]
- почесний громадянин Тернопільської області (2024, посмертно)[2];